# Australijska Formuła 2
Australijska Formuła 2 – seria wyścigowa, organizowana od 1964 roku w Australii.

## Historia

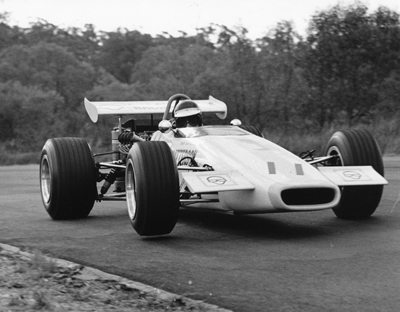
Henk Woelders w 1971

W 1964 roku doszło do istotnych zmian w sportach motorowych w Australii. Formułę Libre zastąpiła Formuła Tasman (później Australijska Formuła 1), utworzono ponadto Formułę 1,5 (z silnikami o pojemności 1,5 litra) oraz Formułę 2 (Australian National Formula 2). Samochody w Formule 2 mogły stosować silniki o pojemności do 1,1 litra. W tej formie w Formule 2 najpopularniejsze były samochody Formuły Junior.
W 1968 roku Australijska Formuła 1,5 zmieniła nazwę na Formuła 2 („stara” Formuła 2 została przemianowana na Formułę 3), zaś pojemność silników została zwiększona do 1,6 litra. W związku z tym stosowane były jednostki Cosworth FVA bądź Waggott TC4V, a niemożność rywalizacji bez jednej z tych jednostek powodowała ograniczone zainteresowanie serią. W 1971 roku CAMS ograniczył do dwóch liczbę zaworów na cylinder, co spowodowało dominację silników Forda. Zmiana przepisów w Australijskiej Formule 1 spowodowała uniezależnienie Formuły 2 i wzrost popularności serii w połowie lat 70. Sponsorem serii został wówczas Van Heusen. W 1978 roku zmieniono regulamin, zastępując silniki DOHC jednostkami SOHC.
W latach 1987–1988 wskutek rozwiązania Australijskiej Formuły Mondial Formuła 2 była najwyższą serią wyścigową, rozgrywaną w ramach Australian Drivers' Championship. Ponadto przy okazji Grand Prix Australii 1987 Formuły 1 rozegrano wyścig towarzyszący kierowców Australijskiej Formuły 2, który wygrał David Brabham. W 1989 roku organizację mistrzostw Australii od Formuły 2 przejęła Formuła Holden.
W następstwie tych zmian CAMS zaprzestała organizacji serii. Nowym organizatorem został Formula 2 Association, a seria została przemianowana na Australian Formula 2 National Series. W 1999 roku dopuszczono stosowanie w serii silników Formuły 3.

## Mistrzowie
| Sezon       | Kierowca        | Zespół                | Samochód                    | Źródło         |
| ----------- | --------------- | --------------------- | --------------------------- | -------------- |
| 1964        | Greg Cusack     |                       | Elfin Catalina-Ford         | [ 5 ]          |
| 1965        | Greg Cusack     |                       | Brabham BT10-Ford           | [ 6 ]          |
| 1966 – 1968 | nie rozgrywano  | nie rozgrywano        | nie rozgrywano              | nie rozgrywano |
| 1969        | Max Stewart     | Alec Mildren Racing   | Mildren Rennmax-Waggott     | [ 7 ]          |
| 1970        | Max Stewart     | Alec Mildren Racing   | Mildren Rennmax-Waggott     | [ 8 ]          |
| 1971        | Henk Woelders   | Bill Patterson Racing | Elfin 600C-Waggott          | [ 9 ]          |
| 1972        | Larry Perkins   |                       | Elfin 600B-Ford             | [ 10 ]         |
| 1973        | Leo Geoghegan   |                       | Birrana 273-Ford            | [ 11 ]         |
| 1974        | Leo Geoghegan   |                       | Birrana 274-Ford            | [ 12 ]         |
| 1975        | Geoff Brabham   |                       | Birrana 274-Ford            | [ 13 ]         |
| 1976        | Graeme Crawford |                       | Birrana 273-Ford            | [ 14 ]         |
| 1977        | Peter Larner    | Peter Larner          | Elfin 700-Ford              | [ 15 ]         |
| 1978        | nie rozgrywano  | nie rozgrywano        | nie rozgrywano              | nie rozgrywano |
| 1979        | Brian Shead     |                       | Cheetah Mk6-Toyota          | [ 16 ]         |
| 1980        | Richard Davison |                       | Hardman JH1-Ford            | [ 17 ]         |
| 1981        | John Smith      |                       | Ralt RT1-Ford               | [ 18 ]         |
| 1982        | Lucio Cesario   |                       | Ralt RT3-Volkswagen         | [ 19 ]         |
| 1983        | Ian Smith       |                       | Richards 201-Volkswagen     | [ 20 ]         |
| 1984        | Peter Glover    | Peter Glover          | Cheetah Mk7-Volkswagen      | [ 21 ]         |
| 1985        | Peter Glover    |                       | Cheetah Mk8-Volkswagen      | [ 22 ]         |
| 1986        | Jonathan Crooke |                       | Cheetah Mk8-Volkswagen      | [ 23 ]         |
| 1987        | Arthur Abrahams | Arthur Abrahams       | Cheetah Mk8-Volkswagen      | [ 24 ]         |
| 1988        | Rohan Onslow    |                       | Cheetah Mk8-Volkswagen      | [ 25 ]         |
| 1989        | ?               | ?                     | ?                           |                |
| 1990        | ?               | ?                     | ?                           |                |
| 1991        | ?               | ?                     | ?                           |                |
| 1992        | Kevin Weeks     |                       |                             | [ 26 ]         |
| 1993        | ?               | ?                     | ?                           |                |
| 1994        | ?               | ?                     | ?                           |                |
| 1995        | ?               | ?                     | ?                           |                |
| 1996        | Bronte Rundle   |                       | Reynard 913-Volkswagen      | [ 27 ]         |
| 1997        | Wayne Ford      |                       | Ralt RT34-Volkswagen        | [ 27 ]         |
| 1998        | David Bruce     |                       | Reynard 893-Volkswagen      | [ 27 ]         |
| 1999        | Rod Anderson    |                       | Reynard 893-Volkswagen      | [ 27 ]         |
| 2000        | Craig Murphy    |                       | Reynard RF90-Ford           | [ 27 ]         |
| 2001        | Ian Black       |                       | Reynard 913-Volkswagen      | [ 27 ]         |
| 2002        | Craig Dawson    |                       | Reynard RF90-Ford           | [ 27 ]         |
| 2003        | Ted Dunford     |                       | Reynard 903-Volkswagen      | [ 27 ]         |
| 2004        | Ted Dunford     |                       | Ransberg Cheetah-Volkswagen | [ 27 ]         |
| 2005        | Greg Hunter     |                       | Reynard 913-Volkswagen      | [ 27 ]         |
| 2006        | Kevin Lewis     |                       | CRD 852-Ford                | [ 27 ]         |
| 2007        | Edward Gavin    |                       | Cheetah Mk8-Volkswagen      | [ 27 ]         |
| 2008        | Greg Muddle     |                       | Ralt RT30-Volkswagen        | [ 27 ]         |